# Катын-камал
Катын-камал — историческая пещера. Расположена в Жанакорганском районе Кызылординской области, в 40 км к востоку от аула Косуйенки. Научно-исследовательские работы не проводились. Согласно легенде, во время джунгарского нашествия в нём прятались женщины и дети. После поражения казахских воинов, джунгары нашли Катын-камал и истребили всех людей, находившихся в пещере. Входит в группу Каратауских укреплений.